# Witonia (gmina)
Pour les articles homonymes, voir Witonia.
Witonia est une gmina (commune) rurale (gmina wiejska) du powiat de Łęczyca, dans la Łódź, dans le centre de la Pologne.
Son siège administratif (chef-lieu) est le village de Witonia, qui se situe environ 14 kilomètres (km) au nord-est de Łęczyca (siège du powiat) et 43 kilomètres au nord de la capitale régionale Łódź.
La gmina couvre une superficie de 60,54 km2 pour une population de 3 510 habitants en 2006.

## Histoire
De 1975 à 1998, la gmina est attachée administrativement à la voïvodie de Konin.

Depuis 1999, elle fait partie de la voïvodie de Łódź (capitale de la voïvodie).

## Géographie
La gmina inclut les villages et localités de :
- Anusin
- Budki Stare
- Gajew
- Gledzianów
- Gledzianówek
- Gołocice
- Gozdków
- Józefów
- Józinki
- Kostusin
- Kuchary
- Michały
- Nędzerzew
- Olesice
- Oraczew
- Romartów
- Rudniki
- Rybitwy
- Stara Wargawa
- Szamów
- Uwielinek
- Wargawka
- Wargawka Młoda
- Wargawka Stara
- Węglewice
- Węglewice-Kolonia
- Witonia

### Gminy voisines
La gmina de Witonia est voisine des gminy de:
- Daszyna
- Góra Świętej Małgorzaty
- Krzyżanów
- Kutno
- Łęczyca

## Structure du terrain
D'après les données de 2014, la superficie de la commune de Witonia est de 60,54 kilomètres carrés, répartis comme telle :
- terres agricoles : 90 %
- forêts : 1 %

La commune représente 7,82 % de la superficie du powiat.

## Démographie
Données du 30 juin 2014 :
| Description        | Total  | Total | Femmes | Femmes | Hommes | Hommes |
| ------------------ | ------ | ----- | ------ | ------ | ------ | ------ |
| Unité              | Nombre | %     | Nombre | %      | Nombre | %      |
| Population         | 3 353  | 100   | 1 682  | 50,2   | 1 671  | 49,8   |
| Densité (hab./km²) | 55     | 55    | 28     | 28     | 27     | 27     |